# Talago Sarik
Talago Sarik is een bestuurslaag in het regentschap Pariaman van de provincie West-Sumatra, Indonesië. Talago Sarik telt 1192 inwoners (volkstelling 2010).